# L'Atalante
L'Atalante är en fransk film från 1934 i regi av Jean Vigo. Filmen handlar om ett nygift par på en flodbåt på Seine. Filmen var Vigos enda långfilm och även den sista filmen han gjorde innan han dog i tuberkulos, 29 år gammal.
Filmen valdes ut bland de tio bästa filmerna någonsin i Sight & Sounds omröstning 1962, 1992 och 2012.

## Medverkande
- Michel Simon – Père Jules
- Dita Parlo – Juliette
- Jean Dasté – Jean
- Gilles Margaritis – gatuförsäljaren
- Louis Lefebvre – skeppsgossen
- Maurice Gilles – kontorschefen
- Raphaël Diligent – Raspoutine